# Nyctophilus corbeni
Nyctophilus corbeni és una espècie de ratpenat de la família dels vespertiliònids. Viu a Austràlia. El seu hàbitat natural són tipus de vegetació de boscos continentals, incloent caixes, Ironbark i boscos de pi xiprer. L'amenaça significativa per a la supervivència d'aquesta espècie és la pèrdua d'hàbitat i els incendis.